# Rusinowo (gmina Tuczno)
Rusinowo – wieś w Polsce położona w województwie zachodniopomorskim, w powiecie wałeckim, w gminie Tuczno. Na terenie wsi zbudowano maszt przekaźnikowy RTV (RTCN Rusinowo) o wysokości 320 metrów, który jest najwyższą konstrukcją województwa.
Leży przy drodze krajowej nr . Zaczyna się tu droga wojewódzka nr .

## Położenie
Rusinowo jest to wieś położona na wysokości 110 m n.p.m., 13 km na północny wschód od Człopy i 9 km na południowy wschód od Tuczna.

## Historia
Należy do najstarszych miejscowości na terenie powiatu wałeckiego. Wzmiankowana w źródłach XIV-wiecznych. W roku 1784 Rusinowo liczyło 24 domy.
W latach 1975–1998 miejscowość należała administracyjnie do województwa pilskiego.

## Zabytki[6]
- cmentarz rzym.-kat. (nieczynny), XIX/XX, nr rej.: A-686 z 4.04.1990
- ogród dworski, 2 poł. XIX, nr rej.: A-1159 z 26.10.1987

## Religia
Znajduje się tu kościół pw. św. Piotra i Pawła. Zbudowany w 1986 roku, konsekrowany 28 grudnia 1986 roku. Jest to kościół filialny parafii Matki Bożej Bolesnej w Mielęcinie.